# مادس أندرسن
مادس أندرسن (بالدنماركية: Mads Kruse Andersen) هو مجدف دنماركي، ولد في 25 مارس 1978 في Nørre Alslev Municipality ‏ في الدنمارك.

## وصلات خارجية
- مادس أندرسن على موقع الاتحاد الدولي للتجديف (الإنجليزية)
- مادس أندرسن على موقع أوليمبيديا (الإنجليزية)